# Baseonema
Baseonema es un género de lianas perteneciente a la familia de las apocináceas con cinco especies de plantas fanerógamas . 
Son endémicas de África tropical donde se encuentra en la sabana de África oriental en Kenia y Tanzania.

## Especies
- Baseonema acuminatum
- Baseonema camptocarpoides
- Baseonema gregorii
- Baseonema lineare
- Baseonema multiflorum